# Тяжёлые дни
«Тяжёлые дни» — пьеса («сцены из московской жизни») в трёх действиях Александра Островского. Написана в 1863 году.
Независимые друг от друга по сюжету, написанные в разные годы пьесы «В чужом пиру похмелье» (1856) и «Тяжёлые дни» (1863) объединяются тем, что в них действует Тит Титыч Брусков, имя которого стало нарицательным обозначением самодура.

## Действующие лица
Действие первое
- Василий Дмитрич Досужев, чиновник, занимающийся частными делами.
- Андрей Титыч Брусков, купеческий сын.
- Василиск Перцов, служил в какой-то службе. Теперь давно в отставке, праздношатающийся человек.
- Александра Петровна Круглова, купеческая дочь.
- Молодой человек, незначительный чиновник.
- Девушка и разные проходящие лица без речей.

Действие второе
- Тит Титыч Брусков, богатый купец.
- Настасья Панкратьевна, жена его.
- Андрей Титыч, сын их.
- Харлампий Гаврилыч Мудров, стряпчий, пожилой человек, очень важного вида, качает головой и грустно улыбается.
- Наталья Никаноровна Круглова, купчиха.
- Александра Петровна, её дочь.
- Луша, горничная девушка.

Действие третье
- Тит Титыч.
- Настасья Панкратьевна.
- Андрей Титыч.
- Досужев.
- Перцов.
- Луша.
- Неизвестный, в мундирном сюртуке, застёгнут на все пуговицы, на фуражке кокарда, в руке свёрток бумаг.